# David Payne (pittore)

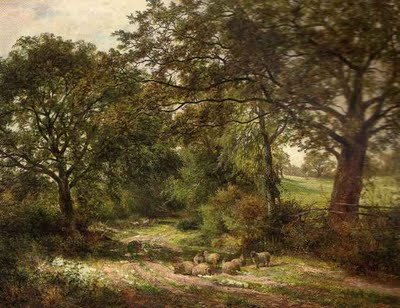
Dolce estate (1876)

David Payne (Annan, 1843 – 1894) è stato un pittore scozzese famoso per i suoi paesaggi.

## Biografia
Nato nella vecchia contea di Dumfriesshire, figlio di un muratore, studiò alla Annan Academy (insieme ad un altro artista, William Ewart Lockhart). Dapprima si guadagnò da vivere come pittore d'interni, poi si trasferì a Derby nel 1869 e nel decennio successivo visse in vari luoghi del Derbyshire.
Payne divenne un paesaggista e pittore di trompe-l'œil: espose alla Royal Birmingham Society of Artists (RBSA), al Nottingham Museum and Art Gallery, e fu membro della Royal Scottish Academy (RSA) ed è considerato uno dei migliori artisti di Birmingham del XIX secolo. Nel 1891 la regina Vittoria visitò Derby per la posa della prima pietra del Derbyshire Royal Infirmary e per nobilitare Sir Alfred Seale Haslam. La scena nella piazza del mercato dove si trovavano centinaia di persone, soldati, cavalli è stata immortalata da Payne in un dipinto che oggi si trova nel Derby Museum and Art Gallery.
Payne si sposò ed ebbe 14 figli. Morì a Sheffield nel 1894.